# Collège des cardinaux
Le Collège des cardinaux ou Collège cardinalice, appelé Sacré Collège jusqu'en 1983, est l'ensemble des cardinaux de l'Église catholique.
C'est sous le pontificat du pape Eugène III que les cardinaux formèrent en 1150 le Sacré Collège. Au fil des siècles, leur nombre a augmenté passant d'une dizaine à un peu plus de deux cents, et leur origine s'est diversifiée avec l'expansion du catholicisme.
Certains cardinaux occupent des positions particulières au sein du Collège cardinalice : son doyen porte le titre honorifique d'évêque d'Ostie ; le camerlingue assure la gestion temporelle du Saint-Siège lors des périodes de vacances pontificales ; le protodiacre assure des fonctions cérémonielles comme l'annonce des résultats de l'élection pontificale. 
Les événements qui réunissent le Collège cardinalice sont le conclave ou un consistoire. Les papes sont élus par l'ensemble des cardinaux lors de conclaves.
Depuis le code de droit canonique de 1983, on ne parle plus de Sacré Collège mais uniquement de Collège des cardinaux (canon 349 et suivants).
Les équilibres entre cardinaux de curie (principalement les cardinaux créés dans l'ordre des cardinaux-diacres) et les cardinaux exerçant des charges d'évêques ou d'archevêques partout dans le monde (cardinaux créés dans l'ordre des cardinaux-prêtres), entre les groupes géographiques ou linguistiques de cardinaux, entre les cardinaux nommés par des papes aux sensibilités différentes, dessinent le visage d'un collège en perpétuelle évolution au gré des consistoires, des décès et des anniversaires des cardinaux qui, à 80 ans, quittent le collège des électeurs.

## Structure du Collège cardinalice

### Les trois ordres de cardinaux

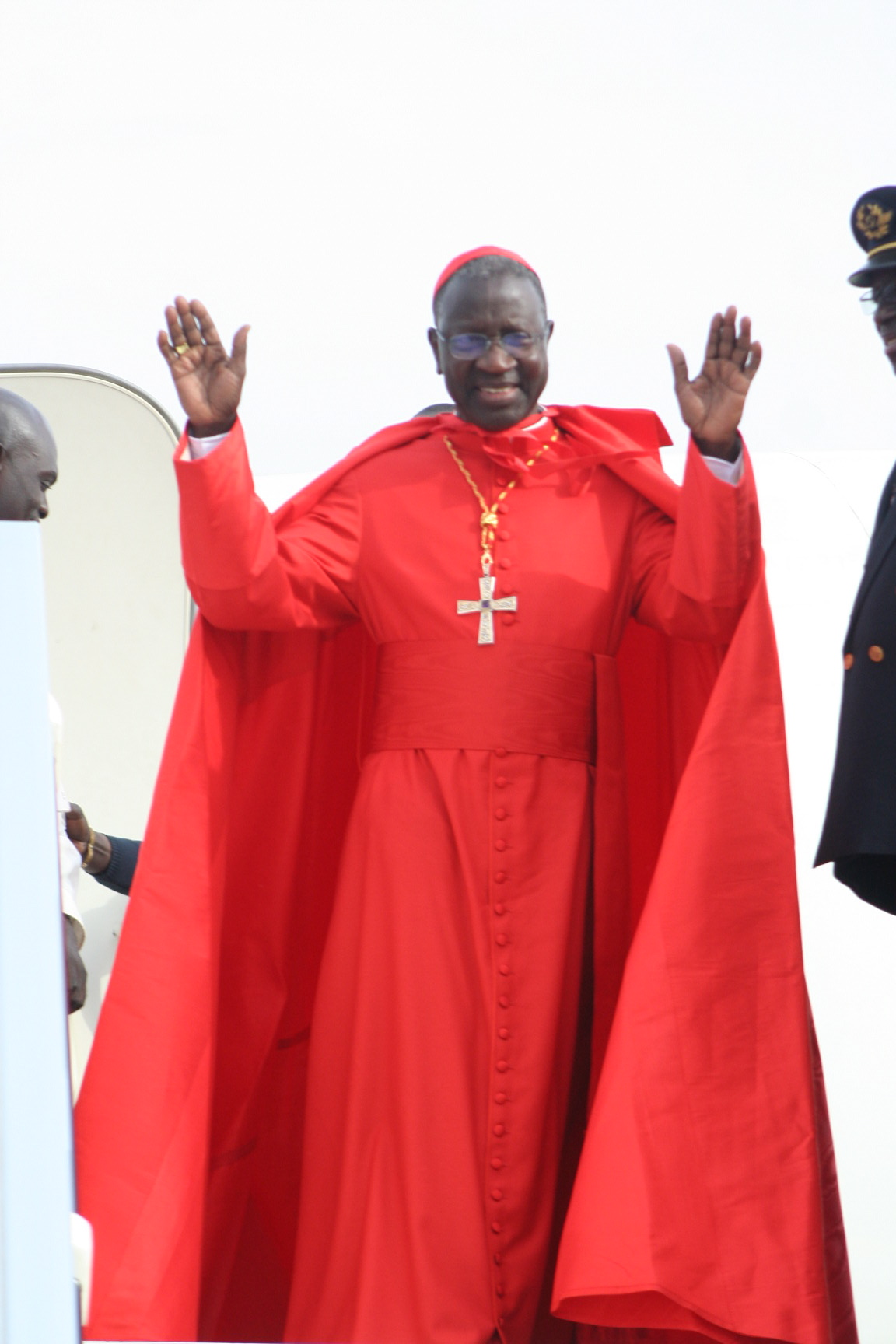
Le cardinal Sarr, archevêque émérite de Dakar, en manteau de cérémonie

Les cardinaux sont traditionnellement répartis en trois ordres, qui établissent entre eux une hiérarchie qui n'est plus aujourd'hui que protocolaire.
- cardinaux-évêques, titulaires d'un diocèse suburbicaire,
  - Les patriarches des Églises catholiques orientales, qui leur sont assimilés,
- cardinaux-prêtres, titulaires d'une paroisse romaine,
- cardinaux-diacres, titulaires d'une diaconie romaine.

Les cardinaux-évêques se voient attribuer l'un des sept diocèses suburbicaires situés autour de celui de Rome : Albano, Frascati, Palestrina, Porto-Santa Rufina, Sabina-Poggio Mirteto, Velletri-Segni et Ostie. 
Les patriarches des Églises catholiques orientales qui sont nommés cardinaux ont  un statut spécial depuis 1965. Ils ne font pas partie du clergé de Rome et ne reçoivent donc aucun évêché, titre ou diaconie, mais ils conservent leur titre patriarcal. Ils sont cependant intégrés à l'ordre des cardinaux-évêques, quoiqu'au-dessous d'eux hiérarchiquement.
De nos jours, les membres de la curie romaine créés cardinaux le sont généralement dans l'ordre des cardinaux-diacres (on les appelle « cardinaux de curie »), tandis que les évêques titulaires d'évêchés effectifs sont créés dans l'ordre des cardinaux-prêtres (« cardinaux en résidence »). 
Les cardinaux-diacres peuvent cependant au bout de dix ans opter librement pour l'ordre des cardinaux-prêtres. Ils peuvent en même-temps conserver leur diaconie, qui est élevée pro hac vice au rang de titre, c'est-à-dire qu'ils conservent la même diaconie qui sera considérée comme une paroisse tant qu'ils l'occuperont.
L'ordre protocolaire s'établit ainsi :
1. Le doyen de l'ordre des cardinaux-évêques, qui est également le doyen du Collège des cardinaux ; autrefois doyen d'ancienneté parmi les cardinaux-évêques, il est de nos jours élu par les cardinaux-évêques parmi eux et approuvé par le pape (can. 352-2) ; le cardinal doyen est en même temps, et traditionnellement, évêque d'Ostie ; c'est à lui que reviendrait la consécration épiscopale (avec l'assistance de deux autres évêques, selon la prescription du concile de Nicée), d'un nouveau pape qui ne serait pas encore évêque. C'est le cardinal doyen qui, en cas de vacance du Saint-Siège, convoque et préside le Collège des cardinaux. Il préside également le conclave s'il n'est pas atteint par la limite d'âge.
2. Les cardinaux-évêques dans l'ordre de leur élévation ;
3. Les patriarches des Églises catholiques orientales dans l'ordre de leur création cardinalice ;
4. Le cardinal protoprêtre qui est le doyen d'ancienneté de l'ordre des cardinaux-prêtres ;
5. Les cardinaux-prêtres dans l'ordre de leur création au rang de cardinal ;
6. Le cardinal protodiacre qui est le doyen d'ancienneté de l'ordre des cardinaux-diacres (c'est à lui que revient la tâche d'annoncer au monde l'élection du nouveau pape et son nom de règne, depuis le balcon de la basilique Saint-Pierre, par la célèbre formule « Habemus papam... » ; c'est aussi lui qui couronnait le pape de la tiare et qui, depuis l'abandon de ce rite du couronnement, pose le pallium sur les épaules du pape lors de sa messe d'inauguration) ;
7. Les cardinaux-diacres dans l'ordre de leur création au rang de cardinal.

Les cardinaux chargés d'un mandat de la Secrétairerie d'État représentent le pontife romain et se situent hiérarchiquement, durant leur mandat, au-delà de l'ordre protocolaire. La première section de la Secrétairerie d’État est dirigée par un archevêque, le substitut pour les Affaires générales, aidé par un prélat, l'assesseur pour les Affaires générales. La figure du substitut apparaît dans la hiérarchie ecclésiastique de la Secrétairerie d'Etat en 1814. 
À l'origine, de simples clercs tonsurés ont été créés cardinaux (c'est le cas par exemple de Mazarin). Des diacres pouvaient être créés cardinaux-diacres, des prêtres cardinaux-prêtres et des évêques cardinaux-évêques. Il fallait toutefois être au moins engagé dans la cléricature, un laïc n'ayant jamais été créé cardinal. Depuis 1918, tous les cardinaux doivent être au moins prêtres et depuis 1962 tous doivent être évêques, mais des exceptions sont consenties au gré du pape (notamment pour les cardinaux créés après l'âge de quatre-vingts ans). L'appartenance à un ordre cardinalice ne correspond donc plus au degré du sacrement de l'ordre dont les cardinaux sont investis. 
Les derniers papes en date étaient au moment de leur élection au pontificat :
| Pape          | Élection | Fonction | Titre           |
| ------------- | -------- | -------- | --------------- |
| Clément XIII  | 1758     | évêque   | cardinal-prêtre |
| Clément XIV   | 1769     | prêtre   | cardinal-prêtre |
| Pie VI        | 1775     | prêtre   | cardinal-prêtre |
| Pie VII       | 1800     | évêque   | cardinal-prêtre |
| Léon XII      | 1823     | évêque   | cardinal-prêtre |
| Pie VIII      | 1829     | évêque   | cardinal-évêque |
| Grégoire XVI  | 1831     | prêtre   | cardinal-prêtre |
| Pie IX        | 1846     | évêque   | cardinal-prêtre |
| Léon XIII     | 1878     | évêque   | cardinal-prêtre |
| Pie X         | 1903     | évêque   | cardinal-prêtre |
| Benoît XV     | 1914     | évêque   | cardinal-prêtre |
| Pie XI        | 1922     | évêque   | cardinal-prêtre |
| Pie XII       | 1939     | évêque   | cardinal-prêtre |
| Jean XXIII    | 1958     | évêque   | cardinal-prêtre |
| Paul VI       | 1963     | évêque   | cardinal-prêtre |
| Jean-Paul Ier | 1978     | évêque   | cardinal-prêtre |
| Jean-Paul II  | 1978     | évêque   | cardinal-prêtre |
| Benoît XVI    | 2005     | évêque   | cardinal-évêque |
| François      | 2013     | évêque   | cardinal-prêtre |
| Léon XIV      | 2025     | évêque   | cardinal-évêque |

Le dernier cardinal-diacre élu est Léon X en 1513. Cependant, à chaque conclave, le nom de plusieurs cardinaux-diacres sont cités parmi les papables, la distinction entre les différents ordres de cardinaux étant devenue plutôt formelle.
Le dernier non-cardinal élu pape est Urbain VI en 1378. Cette élection provoque le Grand Schisme d'Occident : les cardinaux, prétendant avoir voté sous la contrainte, élisent cinq mois après l'antipape Clément VII à sa place. Depuis cette époque, un usage non écrit veut que seul un cardinal puisse être élu pape. Cependant, la constitution apostolique de Jean-Paul II, Universi Dominici Gregis, prévoit, dans son numéro 83, qu'un non-cardinal peut être élu.

### Nombre de cardinaux
Le nombre de cardinaux varie au cours de l'histoire. Il est d'abord restreint aux sept diocèses suburbicaires, aux vingt-cinq églises cardinalices de Rome et aux six diaconies palatines et sept diaconies régionales. 
Du XIIIe au XVe siècle, le Collège ne dépasse jamais le nombre de 30 cardinaux, même s'il existe alors plus de trente paroisses et diaconies qui peuvent accueillir un titulaire. Le pape Jean XXII formalise la limite de 20 membres. Lors du siècle qui suit, l'augmentation du nombre de cardinaux est un moyen pour le pape de lever des fonds pour la construction ou la guerre, de créer des alliances européennes et de diluer la force du Collège et le contrepoids spirituel et politique face à la suprématie papale.
La capitulation du conclave de 1352 limite la taille du Collège des cardinaux à 20 membres, avec interdiction de création de nouveaux cardinaux si le nombre n'est pas descendu à 16. Mais cette capitulation est déclarée nulle par Innocent VI l'année suivante. Le concile de Bâle fixe la limite à 24, de même que les capitulations de 1464, 1484 et 1513.
Le pape Paul IV établit le plafond à 40 membres mais l'accord n'est jamais mis en pratique. Son successeur immédiat, Pie IV, élève cette limite à 76.
En 1560, Ferdinand Ier de Habsbourg critique la taille et la composition du Sacré Collège et souhaite imposer une limite de 26 membres, au lieu des 60, tandis que les émissaires français penchent pour le chiffre de 24 ; le concile de Trente qui suit ne prend finalement pas de décision sur la formation du Collège.
En 1586, par sa constitution Postquam verus, le pape Sixte Quint fixe le nombre de cardinaux à 70 et établit dans la bulle Religiosa sanctorum du 13 avril 1587 la liste des églises de Rome attribuées comme titres cardinalices : 6 cardinaux-évêques, 50 cardinaux-prêtres et 14 cardinaux-diacres.
Cette limite reste en vigueur jusqu'au pontificat de Jean XXIII qui relève ce nombre par trois fois : 75 en 1958, 88 en 1960 et 90 en 1962. Son successeur, Paul VI, augmente la taille du Collège à 105 en 1965, puis 120 en 1967, 136 en 1969, et enfin 145 le 5 mars 1973, date à laquelle est atteint un nombre record. Mais lors de ce consistoire secret (aujourd'hui appelé « consistoire ordinaire »), Paul VI décide de limiter le nombre des cardinaux électeurs à 120 en retirant le droit de vote en conclave aux membres du Collège ayant plus de quatre-vingts ans. Cette limite est cependant souvent largement franchie par la suite. Au dernier consistoire du 7 décembre 2024, le nombre de cardinaux électeurs s'élève à 140. Il en reste 135 à la mort du pape François ; ainsi, avec 133 présents, le conclave de 2025 atteint un nombre record de votants.

### Cardinaux électeurs et non-électeurs
Depuis Paul VI et le Motu proprio Ingravescentem ætatem confirmé dans la constitution apostolique Romano Pontifici Eligendo du 1er octobre 1975), seuls les cardinaux de moins de 80 ans peuvent voter lors d'un conclave. Cette même constitution limite le nombre des cardinaux électeurs à cent-vingt. Cependant, à différentes reprises, Jean-Paul II, Benoît XVI et François ont fait quelques entorses à cette règle. 
| Date du consistoire | Pape         | Nombre d'électeurs | Date de retour aux 120 électeurs | Durée     |
| ------------------- | ------------ | ------------------ | -------------------------------- | --------- |
| 21 février 1998     | Jean-Paul II | 122                | 1er mars 1998                    | 8 jours   |
| 21 février 2001     | Jean-Paul II | 136                | 4 août 2002                      | 529 jours |
| 21 octobre 2003     | Jean-Paul II | 135                | 10 janvier 2005                  | 446 jours |
| 20 novembre 2010    | Benoît XVI   | 121                | 26 janvier 2011                  | 67 jours  |
| 18 février 2012     | Benoît XVI   | 125                | 26 juillet 2012                  | 159 jours |
| 22 février 2014     | François     | 122                | 12 mars 2014                     | 18 jours  |
| 14 février 2015     | François     | 125                | 19 avril 2015                    | 64 jours  |
| 19 novembre 2016    | François     | 121                | 28 novembre 2016                 | 9 jours   |
| 28 juin 2017        | François     | 121                | 6 septembre 2017                 | 70 jours  |
| 29 juin 2018        | François     | 125                | 27 avril 2019                    | 302 jours |
| 5 octobre 2019      | François     | 128                | 29 septembre 2020                | 360 jours |
| 28 novembre 2020    | François     | 128                | 7 novembre 2021                  | 344 jours |
| 27 août 2022        | François     | 132                | 30 juillet 2023                  | 337 jours |
| 30 septembre 2023   | François     | 137                | 25 novembre 2024                 | 422 jours |
| 7 décembre 2024     | François     | 140                | 15 avril 2026 (date prévue)      | 494 jours |

Le record de cardinaux électeurs est de 145 lors du consistoire du 5 mars 1973.
Depuis le 1er octobre 1975, les records en nombre de cardinaux sont les suivants :
- Minimum d’électeurs : 92 (au 80e anniversaire du cardinal Francesco Carpino le 18 mai 1985).
- Maximum d’électeurs : 140 au consistoire du 7 décembre 2024.
- Minimum de non électeurs : 10 (au décès du cardinal Antonio Caggiano le 23 octobre 1979).
- Maximum de non électeurs : 119 (au 80e anniversaire du cardinal Robert Sarah le 15 juin 2025).
- Total minimum : 117 (au décès du cardinal Carlo Grano le 2 avril 1976).
- Total maximum : 253 (au consistoire du 7 décembre 2024).

### Répartition géographique des cardinaux
L’Europe en général (et l'Italie en particulier) a longtemps détenu un poids écrasant au sein du Collège des cardinaux, à la fois pour des raisons historiques et pratiques : lors des conclaves du début du XXe siècle, les cardinaux qui résident en Amérique, en Asie ou en Océanie ne peuvent arriver à temps pour participer à l'élection du nouveau pape. 
L'Europe détient la majorité des électeurs jusqu'au consistoire du 22 février 2014 : à cette date, soixante-et-un des cent-vingt-deux cardinaux électeurs en sont encore originaires. Les Européens deviennent minoritaires dès le 14 mars suivant, lors du quatre-vingtième anniversaire du cardinal italien Tettamanzi.

## Rôle

### En temps ordinaire
Les cardinaux réunis en consistoire assistent le pape dans ses décisions. Les consistoires peuvent être :
- ordinaires : où sont convoqués tous les cardinaux, du moins ceux qui sont présents à Rome. Ils traitent des affaires graves, mais qui surviennent assez communément, ou pour accomplir certains actes solennels, en particulier pour la création de nouveaux cardinaux ou pour l'approbation des béatifications et canonisations. Le consistoire ordinaire où sont célébrées certaines solennités peut être public : on y admet des prélats, des représentants de la société civile et d'autres invités[12] ;
- extraordinaires : où sont convoqués tous les cardinaux lorsque des nécessités particulières de l'Église ou l'étude d'affaires particulièrement graves le conseillent.

En outre, les cardinaux ont des responsabilités dans la Curie romaine, l'administration de l'Église, à la tête des dicastères. Les cardinaux de la Curie, ainsi que le doyen et le vice-doyen, doivent résider à Rome.

### Pendant la vacance du Siège apostolique
Les fonctions du Collège des cardinaux pendant la vacance du Saint-Siège sont définies par la Constitution apostolique Universi Dominici Gregis publiée par Jean-Paul II le 22 février 1996 et modifiée par les motu proprio de Benoît XVI du 11 juin 2007 et du 22 février 2013.

#### Gouvernement de l'Église
Durant la période où le siège apostolique est vacant, le gouvernement de l'Église est confié au Collège des cardinaux pour expédier les affaires courantes ou celles qui ne peuvent être différées et pour la préparation de ce qui est nécessaire en vue de l'élection du nouveau pontife. Sont exclues les affaires qui - en vertu de la loi ou de la pratique - relèvent des pouvoirs du seul Pontife romain lui-même ou bien qui concernent les normes pour l'élection du nouveau pape.
Les chefs des dicastères de la Curie romaine, c'est-à-dire le cardinal secrétaire d'État, les cardinaux préfets, les archevêques présidents, ainsi que les membres de ces mêmes dicastères, cessent leurs fonctions. Exception est faite pour le camerlingue de la Sainte Église romaine et pour le grand pénitencier, qui continuent à s'occuper des affaires courantes, soumettant au Collège des cardinaux ce qui aurait dû être référé au Souverain Pontife.
Le cardinal camerlingue, assisté de la Chambre apostolique et avec l'aide des trois cardinaux assistants, veille à l'administration des biens et des droits temporels du Saint-Siège, après avoir obtenu, une fois pour les questions moins importantes et chaque fois pour les plus graves, le vote du Sacré Collège.
Tout le pouvoir civil du souverain pontife concernant le gouvernement de la Cité du Vatican revient au Collège des cardinaux ; cependant, celui-ci ne peut porter de décrets qu'en cas d'urgente nécessité et seulement pour la durée de la vacance du Saint-Siège. Ces décrets n'ont de valeur par la suite que si le nouveau pape les confirme.

#### Élection du pape
Depuis 1059 l'élection du souverain pontife est réservée au Collège des cardinaux.
Le concile œcuménique Latran III décide en 1179 que la majorité des deux tiers des cardinaux est dans tous les cas requise.
Grégoire X instaure le conclave en 1274 lors du deuxième concile de Lyon (décret Ubi periculum). Cette procédure est définitivement adoptée par le pape Boniface VIII.
Le vote à bulletins secrets est décidé par Grégoire XV en 1621.
Pie X supprime en 1904 le droit d'exclusive (ou droit de veto), qui est jusqu'alors accordé à certaines puissances politiques. Il décide aussi que le secret des élections papales doit être définitivement gardé par tous les participants au conclave, même après l'élection, sous peine d'excommunication.
Le Collège cardinalice est souverain dans l'élection du pontife Romain. Il peut choisir librement qui il veut, fût-il non cardinal, dans la limite toutefois de quelques éléments issus du droit divin interprété par l'Église : il faut que l'élu soit de sexe masculin, baptisé, catholique (ni hérétique, ni schismatique), qu'il jouisse de sa raison (ni fou, ni enfant en dessous de l'âge de raison), et soit apte à devenir évêque (célibataire ou disposé à se séparer de sa femme). Dans les faits, depuis Urbain VI, élu en 1378, le nouveau pape est toujours issu du rang des cardinaux. 
Depuis 1975, seuls les cardinaux de moins de 80 ans peuvent voter et le nombre de cardinaux électeurs est limité à cent-vingt. Chacun d'entre eux utilise pour voter un bulletin où est imprimé « Eligo in Summum Pontificem » (« J'élis comme souverain pontife ») : il y inscrit le nom de son candidat puis le scelle. L'élection a lieu dans la chapelle Sixtine où les cardinaux sont enfermés. Depuis 1996, ils sont logés dans la résidence Sainte-Marthe (Domus Sanctæ Marthæ), située près de la salle Paul VI. 
Le résultat des scrutins successifs est annoncé au public par la fumée noire lorsqu'ils ne sont pas concluants. Quand le souverain pontife est élu et accepte ses fonctions, le cardinal camerlingue de la Sainte Église romaine rédige un compte rendu, approuvé par les trois cardinaux assistants, qui indique le résultat des votes intervenus au cours de chaque session ; il est remis au souverain pontife, puis conservé dans les archives secrètes du Vatican. La fumée blanche, à laquelle s'ajoute depuis 2005 la sonnerie des cloches de la basilique Saint-Pierre, annonce l'élection du nouveau pape. Puis le cardinal protodiacre proclame son nom du haut de la loggia des bénédictions de la basilique.